# Liste der Stolpersteine in Relsberg
Die Liste der Stolpersteine in Relsberg enthält fünf Stolpersteine. Diese wurden 2017 von dem Kölner Künstler Gunter Demnig in Relsberg im Landkreis Kusel verlegt. Die Stolpersteine gedenken an die Opfer des Nationalsozialismus, die in Relsberg ihren letzten bekannten Wohnsitz hatten.

## Geschichte
In Relsberg betrieb die jüdische Familie Felsenthal Anfang des 20. Jahrhunderts ein kleines Kaufhaus. Sie handelten mit Bier, Manufaktur- und Kolonialwaren sowie mit Lebensmitteln. Karl Herz, ein Metzger, heiratete Henriette Felsenthal. Sie bekamen drei Töchter: Ilse, Liselotte und Alma.
In der Reichspogromnacht am 9. November 1938 plünderten SA-Leute den Laden von Karl Herz in Niederkirchen. Von dieser großangelegten Aktion war auch die Wohnung der Familie Herz in Relsberg betroffen. Karl Herz wurde ins Konzentrationslager Dachau deportiert, den drei Töchtern gelang mit Hilfe der Mutter die Flucht in die USA. Henriette Herz kehrte aber zurück, ihr Mann war inzwischen entlassen worden. Sie beide wurden in das im Zweiten Weltkrieg besetzte Polen deportiert und dort 1942 ermordet.

## Liste der Stolpersteine
| Adresse          | Verlegedatum | Person(en)     | Inschrift                                                                                         | Bild                        |
| ---------------- | ------------ | -------------- | ------------------------------------------------------------------------------------------------- | --------------------------- |
| Hauptstraße 27 · | 9. März 2017 | Ilse Herz      | Hier wohnte Ilse Herz Jg. 1925 Flucht 1938 USA                                                    | Stolperstein_Ilse_Herz      |
| Hauptstraße 27 · | 9. März 2017 | Liselotte Herz | Hier wohnte Liselotte Herz Jg. 1922 Flucht 1938 USA                                               | Stolperstein_Liselotte_Herz |
| Hauptstraße 27 · | 9. März 2017 | Alma Herz      | Hier wohnte Alma Herz Jg. 1920 Flucht 1938 USA                                                    | Stolperstein_Alma_Herz      |
| Hauptstraße 27 · | 9. März 2017 | Henriette Herz | Hier wohnte Henriette Herz Geb. Felsenthal Jg. 1892 Deportiert 1942 Ermordet im Besetzten Polen   | Stolperstein_Henriette_Herz |
| Hauptstraße 27 · | 9. März 2017 | Karl Herz      | Hier wohnte Karl Herz Jg. 1889 Schutzhaft 1938 Dachau Deportiert 1942 Ermordet im Besetzten Polen | Stolperstein_Karl_Herz      |

## Galerie

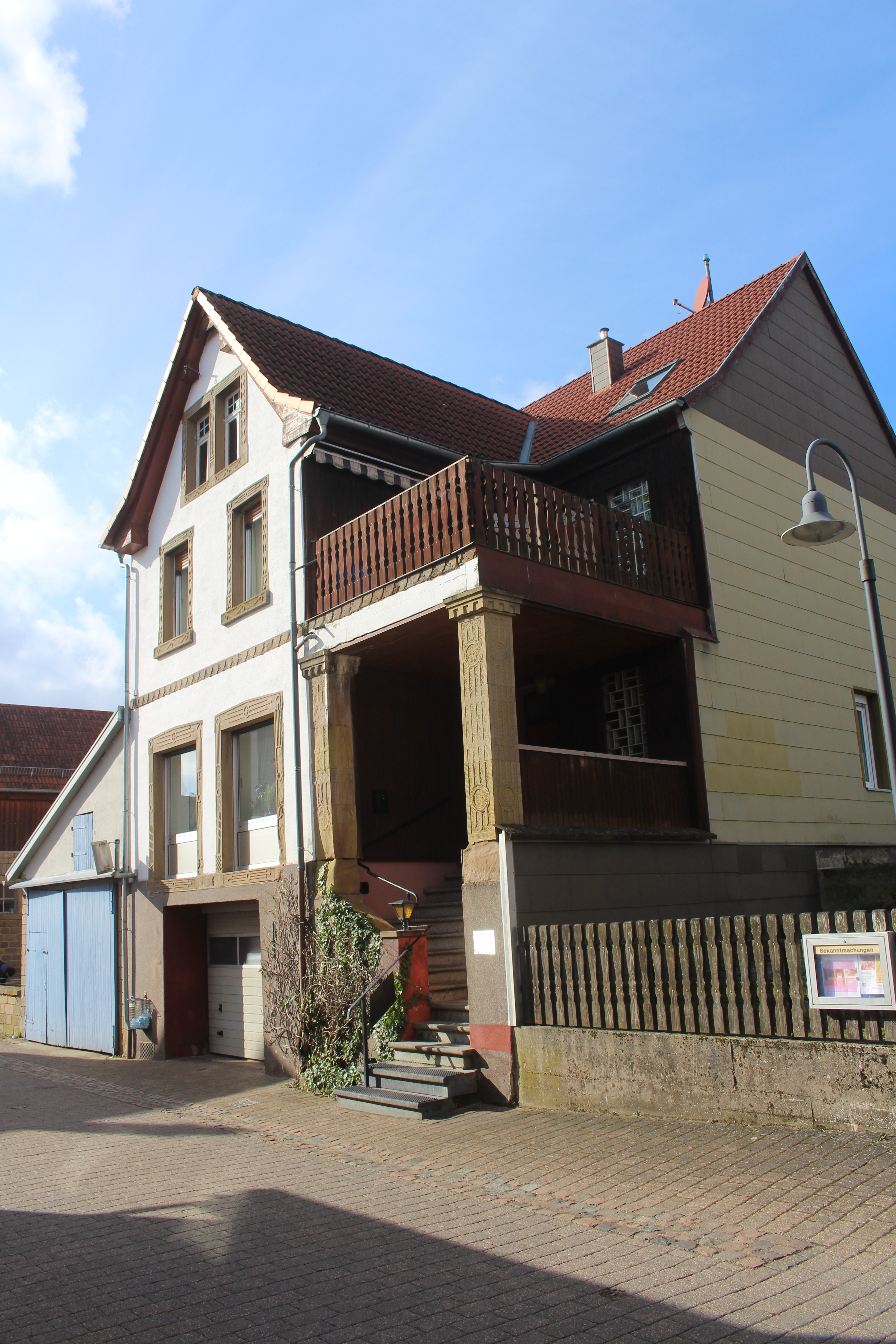
Ehemaliges Kaufhaus Felsenthal, Relsberg
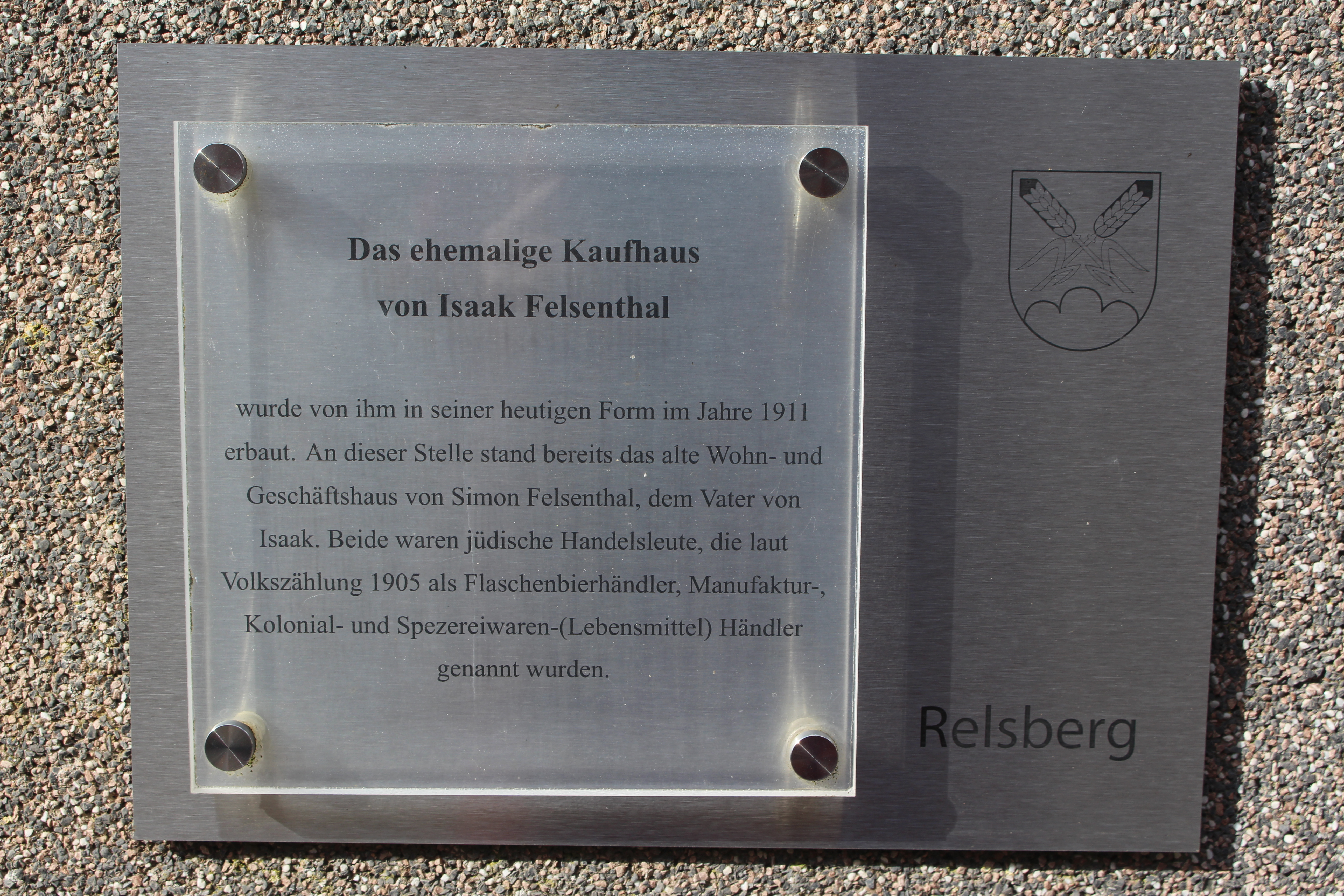
Gedenktafel in der Hauptstr. 27